# Adaptación sensorial
La adaptación sensorial es el proceso por el que se verifica una reducción de la respuesta de los receptores sensoriales ante estímulos que se repiten o que se mantienen en el tiempo. 

## Delimitación
A veces, se denomina también adaptación neuronal, pero esta denominación no es precisa, ya que no todos los receptores sensibles son células nerviosas (algunos son células especializadas). Además, "adaptación neuronal" puede hacer referencia también tanto a los procesos filogenéticos como ontogenéticos y de plasticidad neuronal. Por tanto, el término de adaptación sensorial expresa de modo más preciso el proceso de reducción de respuesta de los receptores sensoriales a los estímulos del medio.
Por otro lado, conviene precisar que la adaptación sensorial es un proceso diverso de la habituación: mientras la adaptación sensorial se verifica a nivel de los receptores sensoriales, la habituación se refiere a "un tipo de aprendizaje no asociativo cuya explicación hay que buscarla en cambios fisiológicos en las sinapsis entre neuronas del SNC", es decir, en la habituación los receptores (SNP) no varían su tasa de respuesta, sino que esta variación se da en el procesamiento posterior de la información a nivel de SNC.

## Descripción general
Los receptores sensoriales son células que captan la energía estimular del medio y las transforman en la energía eléctrica que constituye el impulso nervioso para trasportarla hasta el SNC para su procesamiento. Este proceso recibe el nombre de transducción sensorial. 
Los receptores sensoriales se pueden clasificar en dos grandes grupos: neuronas receptoras (como en el caso de los receptores olfativos, táctiles y propioceptivos) y células especializadas (como en la vista, el oído, el gusto y el equilibrio). A pesar de que cada sentido obedece a una serie de procesos específicos y distintos de las demás modalidades sensoriales, hay algunas reglas generales que se verifican en todas ellas. Una de las más habituales es la disminución o incluso la desaparición de la sensación, a pesar de la permanencia de la estimulación sensorial, tanto en intensidad como en duración. Esta disminución de la sensación puede obedecer a procesos fisiológicos que tienen lugar en el SNC (habituación), o puede deberse a la acción misma de los receptores sensoriales. En este caso es cuando hablamos de adaptación sensorial.
En general, la estimulación no es percibida de modo absolutamente fidedigno. Dicho de otro modo, los receptores sensoriales no tramiten el mismo número de impulsos nerviosos cada vez que son estimulados por la misma cantidad de energía y durante el mismo lapso de tiempo. Por otro lado, algunos receptores se adaptan de modo rápido a los cambios que se producen en los estímulos procedentes del ambiente (fásicos), mientras que otros lo hacen de modo más lento (tónicos). Esto se debe a que, a lo largo de la filogenia de las especies, no todos los estímulos ambientales tienen el mismo valor para la supervivencia. Los receptores fásicos informan de cambios en la estimulación (como es el caso del olfato), mientras que los tónicos informan de aspectos de los que es necesario tener información constante (por ejemplo, el equilibrio o el dolor). La adaptación sensorial tiene como finalidad adaptar la cantidad de estímulos/energía que llega al SNC para no sobrecargarlo. Un claro ejemplo es la adaptación del olfato al propio olor (de este modo, el olfato "queda libre" para percibir otros olores del medio; no sería adaptativo -en términos de supervivencia- estar percibiendo el propio olor continuamente), o la adaptación de la visión a las condiciones lumínicas del medio.